# Руський Каганат
«Ру́ський кагана́т» — умовна назва держави, що, на думку деяких істориків, могла існувати у IX сторіччі на теренах Східної Європи.
Гіпотеза спирається на розрізнені фрагменти з різних історичних джерел, мало пов'язаних між собою.
Першою згадкою про «руського кагана» вважають повідомлення Бертинських анналів про прибуття у 839 році до західного імператора Людовика I (814—840) посольства візантійского імператора Феофіла (829—842).
Останній «прислав також… деяких людей, які стверджували, що вони і народ їхній, називаються Рос (Rhos), а їхній король (rex) має титул хакана (chacanus)». Феофіл просив імператора франків допомогти їм повернутися додому, оскільки найближчі шляхи для них були перерізані «скопищами варварів, досить нелюдських і диких племен». Розпитавши послів, Людовик I визначив їх як «свеонів» (Sueones), які прибули до нього з ціллю розвідки.
Втім, у повідомленні не міститься ніяких свідчень, що посли росів не могли вважати своїм володарем хозарського кагана як це робили «руси», згадані Ібн Фадланом у 922 році.
В листі іншого західного імператора Людовика ІІ до візантійського володаря Василя І Македонянина, датованому 871 роком, поруч з аварським каганом згадані володарі хозарів, болгар та якогось «північного народу» (Nortmanno).
Щоправда, сам Людовик ІІ наголошує, що називати цих володарів каганами не бачить ніяких підстав. Але враховуючи, що хозарський правитель іменувався саме каганом, окремі дослідники впевнені, що каганом був і володар «північного народу», який вони ототожнюють з літописною Руссю.
Згадка про «кагана русів», що живе на болотяному острові посеред озера, міститься в творах Ібн-Русте та Гардізі. Проте вони не повідомляють ані імені цього кагана, ані точне розташування острова, що дозволяє ототожнювати Русь Ібн Русте і з дельтою Кубані, і з островами на Дніпрі, і з озером Ільмень.
Митрополит Іларіон у памʼятці «Слово про закон і благодать» називав каганом князя Володимира Великого.
В київському Софійському соборі довгий час зберігався напис «Спаси, Господи, кагана нашого», в якому, на думку дослідників, йшлося про онука Володимира Святославича — Святослава Ярославича.
Чимало дослідників, однак, піддають концепцію «Руського каганату» сумніву, оскільки згадки про нього надто фрагментарні, а сам тюркський титул каган передбачав, що його носій належить до роду Ашина, що у випадку володарів Русі є вочевидь малоймовірним. Зокрема Володимир Баран прямо вказував що «Руський каганат» є фальсифікацією Валентина Сєдова з метою створення етнотворчого міфу з претензіями РФ на виключне право щодо спадщини Київської Русі.